# هافارد لوند
هافارد لوند (بالنرويجية البوكمول: Håvard Lund)‏ هو عازف جاز وملحن نرويجي، ولد في 1971 في Gildeskål Municipality ‏ في النرويج.

## وصلات خارجية
- الموقع الرسمي
- هافارد لوند على موقع ميوزك برينز (الإنجليزية)
- هافارد لوند على موقع أول ميوزيك (الإنجليزية)
- هافارد لوند على موقع ديسكوغز (الإنجليزية)